# رادفالوا
رادفالوا (به مجاری:  Rádfalva) یک منطقهٔ مسکونی در مجارستان است که در ناحیه شیکلوش واقع شده‌است.